# 위정척사
위정척사(衛正斥邪) 또는 척사위정(斥邪衛正)은 조선 말기에 일어난 사회운동으로, 정학(正學)인 성리학과 정도(正道)인 성리학적 질서를 수호하고(위정), 성리학 이외의 모든 종교와 사상을 사학(邪學)으로 보아서 배격하는(척사) 운동이다. 이 운동을 하는 정치 세력을 위정척사파 또는 척사위정파라 부르기도 하는데, 이는 유교 학파이기도 하다. 또한 전통 사회 체제를 고수했으므로 수구당이라고 불렸으며, 이는 1870년대 이후의 수구당이나 수구파와는 다르다.

## 개관
이는 조선 후기에 서학(西學)이 들어온 데 영향을 받아 국내에서는 실학 운동이 활발해지고 천주교가 전파되자 주자학의 입장에서 이를 사도(邪道)로 보아 배척하고 국교로서의 유교를 수호하려는 운동이다.
보수 유생을 중심으로 처음에는 개항, 곧 외국과의 통상을 반대하다가, 뒤에는 항일 의병 운동으로 바뀌었다. 외세의 침략을 막으려는 반외세 자주 운동이었지만, 지나치게 전통 사회 체제를 고수하려고 하여 국제 관계의 흐름에서 뒤떨어지는 모습을 보였다.

## 내용
이것은 제1기에 천주교 배척과 실학자 탄압으로, 제2기에는 개화(開化) 반대와 천주교·동학의 거부로, 제3기에는 국권수호와 의병운동으로 전개되어 한말까지 꾸준히 계속되었다. 주요 경과는 아래와 같다.
1. 1785년 서학의 옥이 일어나자 유하원(柳河源) 등은 양서의 금단(禁斷)을 주장하였다.
2. 1788년 이경명(李景溟)이 서학의 폐단을 상소하고 그해 8월에는 천주교책을 불사르게 하였다.
3. 1791년부터 정부에 의한 천주교박해가 본격화되었는데 이것은 거의 모두 유교의 입장에 선 고관들의 상소에 의한 것이었다.
4. 1839년 이지연(李止淵)이 천주교 토치(討治)를 논하고 기해사옥(己亥邪獄)이 일어나 천주교 다수를 처형하고 오가작통법(五家作統法)을 시행하였으며 이해 11월에 '척사윤음 (斥邪綸音)'이 반포되었다.
5. 1866년 기정진(奇正鎭)·이항로(李恒老) 등이 척화소(斥和疏)를 올렸다.
6. 1876년에 강화도조약이 맺어지자 이만손(李晩孫) 등의 만인소(萬人疏)가 개화반대 여론을 일으켰고 이것은 김평묵(金平默)·최익현(崔益鉉) 등에 의하여 꾸준히 계속되었다.
7. 갑오개혁 이후에는 항일의병운동이 일어나 국권수호, 매국역도(賣國逆徒) 격살, 항일 무장투쟁 등으로 전개되었다.

## 같이 보기
- 존왕양이
- 위정척사파